# Вигицоло д'Есте
Вигицо̀ло д'Ѐсте (на италиански: Vighizzolo d'Este; на венециански: Vighisol, Вигисол) е село и община в Северна Италия, провинция Падуа, регион Венето. Разположено е на 11 m надморска височина. Населението на общината е 925 души (към 2014 г.).